# Karl Möckel
Karl Ernst Möckel, nacido el 9 de enero de 1901 en Klingenthal fue un Obersturmbannführer (teniente coronel) de las SS responsable de la administración en Auschwitz. Juzgado por el Tribunal Nacional Supremo de Polonia durante el juicio de Auschwitz, fue declarado criminal de guerra y ejecutado en la horca en la prisión de Montelupich, Cracovia, el 28 de enero de 1948.

## Datos biográficos
Karl Ernst Möckel nació en Klingenthal, en el distrito de Vogtland, en la frontera austro-húngara, el 9 de enero de 1901. Era hijo de un funcionario de aduanas. En 1919, después de completar sus estudios secundarios, trabajó durante un tiempo en la agricultura como contable. En 1925 reanudó sus estudios sobre fiscalidad en Leipzig y trabajó en Chemnitz como auditor. En 1924 se unió a las SA y se unió al NSDAP el 26 de noviembre de 1925. En 1926 se incorporó a las SS. De 1933 a 1941 trabajó en la oficina principal de las SS en la Oficina Central de Economía y Administración (WVHA). En abril de 1939 recibió la Placa Dorada del partido. A mediados de agosto de 1942, se unió a las Waffen-SS, el brazo armado de las SS, en el que sirvió en un batallón de reserva. El 20 de abril de 1943 llegó a Auschwitz y asumió la dirección de la administración del campo (departamento IV).

### Auschwitz
Karl Möckel permaneció en el campo hasta su evacuación en enero de 1945. Como responsable de la administración del campo (Departamento IV), era responsable de la adquisición y distribución de alimentos y ropa tanto para las SS como para los detenidos. También formaba parte de sus prerrogativas el mantenimiento de los edificios, incluida la gestión de las cámaras de gas en su aspecto financiero. Era responsable de todos los almacenes, incluidos los que contenían los efectos personales de los detenidos asesinados. El gran volumen de dinero y objetos de valor (joyas, relojes, etc.) de los que fueron saqueados los detenidos tuvo que ser clasificado, enumerado y contado. Möckel declarará que, trimestralmente, se transmitieron entre quince y veinte maletas de objetos preciosos a la WVHA. Por su acción y su gestión, Karl Möckel fue, por tanto, uno de los engranajes que participaron en la implementación de la Shoah.

### Juicio

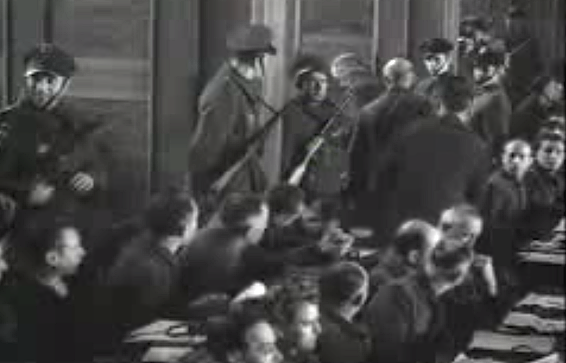
El juicio de Auschwitz, noviembre-diciembre de 1947, Cracovia.

Karl Möckel fue juzgado por el Tribunal Nacional Supremo de Polonia, reunido en Cracovia de 1946 a 1948. Entre el 24 de noviembre y el 22 de diciembre de 1947, fue sede del juicio de Auschwitz, ⁣ que se pronunció sobre el destino de cuarenta miembros del personal de Auschwitz, incluido Karl Möckel. Este último fue condenado a muerte, el 22 de diciembre de 1947 y ejecutado en la horca en la prisión de Montelupich, Cracovia, el 28 de enero de 1948, junto con otros veinte presos, entre ellos Maria Mandel.
Con su rango, idéntico al de Rudolf Höss, Karl Möckel y el comandante del campo principal, Arthur Liebehenschel, fueron los oficiales de mayor rango juzgados en el juicio de Auschwitz, en Cracovia.